# Kurt Oatway
Kurt Oatway est un skieur handisport canadien, né le 23 février 1984.

## Palmarès

### Jeux paralympiques
| Épreuve / Édition | Sotchi 2014 | Pyeongchang 2018 |
| Descente          | 5e          | 8e               |
| Super-G           | 9e          | Or               |
| Slalom géant      | DNF         |                  |
| Slalom            | DNF         |                  |
| Super combiné     | DNF         |                  |